# Dichroplus schulzi
Dichroplus schulzi är en insektsart som beskrevs av Bruner, L. 1906. Dichroplus schulzi ingår i släktet Dichroplus och familjen gräshoppor. Inga underarter finns listade i Catalogue of Life.